# デプシド
デプシド（英語、Depside）とは、ポリフェノールの1つの類型（化合物群）である。1種類の化合物ではないので、デプシド類（英語、Depsides）などと呼ばれる場合もある。また、しばしば地衣類に含有される成分であることから、日本語では地衣デプシドと呼ばれることもある。

## 解説
デプシドは2つ以上の芳香環がカルボン酸エステルの形で連なった構造をしている。このデプシドが持つエステル結合を加水分解する酵素としては、タンナーゼが知られている。また、ポリフェノールでもあり、この芳香環には直結する水酸基、すなわち、フェノール性の水酸基も存在しており、抗酸化物質でもある。
デプシド類は、主に地衣類から検出される化合物であるものの、維管束植物からも見つかっており、例えばケシ科、シソ科、ツツジ科、フトモモ科に属する植物からも検出されている

。
デプシド類の中には、抗菌活性を持った化合物や、抗がん作用を持った化合物や、抗HIV活性を持った化合物も見い出されている

。
他にも、プロスタグランディン類やロイコトリエンB4の生合成を阻害する作用も持った化合物、すなわち、非ステロイド性抗炎症薬とのしての効果を持った化合物も発見された。

## 化合物例
デプシドに分類される化合物の例を以下に挙げる。
- ギロホール酸 - 地衣類のen:Cryptothecia rubrocinctaや、以下同じくen:Acarospora thamnina、en:Buellia consinna、en:Xanthoparmelia pokomyi（以上全て地衣類）に含有されている。
- ジプロシステス酸 - 地衣類のen:Diploschistes scruposusに含有されている。
- レカノール酸 - 地衣類のen:Acarospora thamninaやen:Buellia consinnaに含有されている。

など多数。